# اقتصاد ایسلند
اقتصاد ایسلند کوچک و تأثیر پذیر از جریانهای اقتصادی جهان است. در طی بحران اقتصادی مابین سالهای ۲۰۰۷ تا ۲۰۱۰ میلادی اقتصاد این کشور با کاهش تولید ناخالص داخلی و افزایش بیکاری مواجه شد.  ایسلند کشوری کوچک و کم جمعیت در شمال اروپاست و از مرکز ارتباطات جاده ای و ریلی بدور است. تا زمان استقلال و اوایل قرن بیستم ایسلند به عنواین یی از  فقیرترین کشورهای جهان شناخته می شد  اما  پس از جنگ جهانی دوم با صنعتی کردن  اقتصاد کشور  و به طبع آن با صنعتی شدن بخش ماهیگیری اش توانست سطح رفاه را بالا ببرد تا جایی که در دهه ۱۹۹۰  به جمع مرفه‌ترین کشورهای جهان پیوست و از لحاظ شاخص توسعه انسانی در سال ۲۰۰۵ رتبه اول را در میان کشورهای جهان به‌ دست‌ آورد.
اقتصاد ایسلند از یک بازار آزاد پیروی می کند و میزان مالیات در این کشور نسبت به دیگر اعضای سازمان ناحیه آزاد اقتصادی  اروپا (EFTA ) نسبتاً پایین تر است. این کشور به دلیل عضویت در این سازمان و همچنین عضویت در محدوده شنگن به بازار اروپا دسترسی خوبی دارد و همچنین از اعضای سازمان OECD نیز می‌باشد.
اقتصاد ایسلند برپایه ماهیگیری و صنایع مرتبط با شیلات، کشاورزی، گردشگری و منابع انرژی تجدیدپذیر برق‌آبی و زمین‌گرمایی (ژئو ترمال) استوار است. سیب‌زمینی از مهمترین فراورده کشاورزی ایسلند است.  صادرات ایسلند، بیشتر شامل ماهی، فلز آلومینیم، فراورده‌های حیوانی و ماده کانی سیلیس است که بیشتر این فراورده‌ها را به کشورهای هلند، بریتانیا، اسپانیا، ایالات متحده و آلمان صادر می‌کند. ایسلند از کشورهای ایالات متحده، آلمان، چین، نروژ، دانمارک، سوئد، ژاپن و هلند، ماشین‌آلات، فراورده‌های نفتی، مواد خوراکی و پوشاک وارد می‌کند.
ایسلند بیش از  ۸۵ درصد کل انرژی مصرفی خود را از منابع انرژی تجدیدپذیر به دست می‌آورد. تقریباً تمام برق کشور در نیروگاه‌های برق‌آبی و زمین‌گرمایی تولید می‌شوند.